# Chou-fleur
『Chou-fleur』（シュー・フルール）は、岡村孝子の通算7枚目のオリジナル・アルバム。1991年7月17日発売。発売元はファンハウス（現・ソニー・ミュージックレーベルズ）。

## 解説
2作目のセレクション・アルバム『After Tone II』（1990年12月5日発売）を挟んでリリースされた、7枚目のオリジナル・アルバム。
タイトルの “シュー・フルール” とは、フランス語で「花野菜」という意味で、花野菜はカリフラワーの別名。
前作まで、ほぼ全てのアレンジを萩田光雄と田代修二が担当していたが、本作から清水信之を新たに起用している。
前作『After Tone II』に続き、オリコンアルバムヒットチャートの第1位を獲得（7月29日付）。
1988年7月1日発売の4枚目のアルバム『SOLEIL』から5作連続の1位を達成、1991年のオリコン年間アルバムヒットチャートの第21位にランクされた。
14枚目のシングル「Good-Day 〜思い出に変わるならば〜」（1991年5月23日発売）はアルバム・ヴァージョンで収録されている。同楽曲は、日本テレビ系で放送されたテレビドラマ・スペシャル『五月の風〜ひとりひとりの二人』（出演：鈴木保奈美・松下由樹・風間トオル他）の主題歌。同ドラマは、挿入歌にも岡村の楽曲が使用された。
収録曲のうち「愛を急がないで」は、テレビ東京系ドラマ『幸せを急がないで 派遣OL恋物語』（1992年1月 - 3月、日曜21時放送。出演：鷲尾いさ子・布施博他）の主題歌。のちに第一生命のコマーシャルソングにも使用され、翌年4月29日に15枚目のシングル「ミストラル 〜季節風〜」のカップリング曲としてシングルカットされている。
「OKAMURA TAKAKO CONCERT TOUR '91 SUMMER&FALL Chou - fleur」（25会場30公演）が催された。2001年6月20日には、価格を改定したリニューアル盤が再発売された（規格品番：FHCF-2517）。

## 収録曲
全作詞・作曲: 岡村孝子
編曲: 萩田光男 M-3・4・7・8 、田代修二 M-2・9 、清水信之 M-1・5・6
1. もっと自由に（5:09）
2. 永遠の灯（5:33）
  - 『東京国際ファンタスティック映画祭'91』イメージソング[注釈 3]。
3. 愛を急がないで（5:47）
  - 15thシングル「ミストラル 〜季節風〜」のカップリング曲。
  - テレビ東京系テレビドラマ『幸せを急がないで 派遣OL恋物語』主題歌。
4. 白い世界（5:25）
5. ポプラ（5:40）
  - 岡村が同曲をコンサートで歌う際、“カニ歩き→屈伸”風の振付に場内がウケることがある[注釈 4]
6. Good-Day 〜思い出に変わるならば〜（Album Version）（4:58）
  - 14thシングル。カップリングは当楽曲のオリジナル・カラオケ。
  - 日本テレビ系スペシャル・ドラマ『五月の風〜ひとりひとりの二人』主題歌。
  - シングルとしてリリースされたバージョンから、ヴォーカルが録り直されている。
7. 恋の行方（5:14）
8. 宇宙の片すみ（4:54）
9. 新しいスタート（4:53）

## 関連作品
- 永遠の灯
  - 夢見る頃を過ぎても
- 愛を急がないで
  - After Tone III
  - 夢見る頃を過ぎても
  - DO MY BEST
  - TOY BOX
- ポプラ
  - After Tone III
  - 夢見る頃を過ぎても
- Good-Day 〜思い出に変わるならば〜
  - After Tone III
  - DO MY BEST
  - TOY BOX
  - Best★BEST 岡村孝子
- 新しいスタート
  - After Tone III